# Hagias z Troizenu
Hagias z Troizenu byl antický řecký básník archaického období (7. - 6. století př. n. l.). Patří mezi rané řecké epické básníky.
Je mu připisováno epické básnické dílo Návraty, řecky: Νόστοι, Nosti. Báseň byla složena v daktylském hexametru a navazovala na předešlé díly cyklu o trojské válce, konkrétně na Pád Tróje (Iliú persis) básníka Arktína z Mílétu. Vypráví o návratu Řeků domů po dobytí Tróje, stíhaných nepřízní bohů a platících za skutky, jichž se dopustili. Zachovalo se pouze pět a půl řádku původního díla. Naše znalosti děje vycházejí ze shrnutí starých řeckých eposů v Krestomathii z 5. století n. l. připisované novoplatonistovi Proklovi.
Antickými autory je dílo alternativně připisováno Eumélovi z Korintu nebo Homérovi.